# Action Park
Action Park fue un parque de diversiones abierto de 1978 a 1996 y reabierto en 2014 radicado en el municipio de Vernon, Nueva Jersey, en el área recreativa conocida como Mountain Creek.

## Historia
El parque fue fundado por GAR (Great American Recreation) una empresa nacida de la fusión de dos parques de ski en 1978. El objetivo de GAR era explotar estos parques de ski durante el verano. Contaba con tres áreas independientes con sus propias atracciones: una zona alpestre, un Motorworld y un Waterworld. A este último se le considera uno de los primeros parques acuáticos estadounidenses. Varias de las atracciones de Action Park eran únicas, y buscaban atraer a visitantes del área metropolitana de Nueva York. La popularidad del parque lidiaba a su vez con las atracciones mal diseñadas e inseguras, los empleados menores de edad y no atentos, visitantes intoxicados y por su récord de inseguridad en el interior de sus instalaciones.
Al menos seis personas que murieron a causa de algún accidente en el interior de Action Park. Debido a ello se le denominó «Parque de los accidentes», por doctores de la región ante los numerosos casos de visitantes que resultaban accidentados en el parque. No obstante, poco se hizo por parte de las autoridades a pesar de ello. En sus últimos años, algunas demandas obligaron al cierre de distintas atracciones, hasta la clausura del parque mismo en 1996.
El parque fue reabierto en el año 2014 tras realizarle algunas modificaciones a los juegos para mejorar su seguridad y agregarle 30 puntos de asistencia sanitaria.
En el año 2020 la cadena de televisión HBO lanzó el documental Class Action Park que narra la historia y accidentes del parque.

## Características

### Diseño
Action Park y sus defensores a menudo señalaron que fue uno de los primeros parques acuáticos de EE. UU. y, por lo tanto, fue pionero en ideas que luego fueron ampliamente copiadas. Esto significa que los visitantes estaban usando atracciones que no habían sido probadas en la práctica. Sus diseñadores no tenían una formación suficiente en física o ingeniería. «Parecía que construián atracciones», recordaba un visitante, «sin saber cómo funcionarían, y luego dejaban que la gente se subiera a ellas».
La empresa GAR, tal y como sugieren sus problemas legales, fue acusada de hacer recortes para maximizar sus beneficios. Por ejemplo, se le acusó de construir atracciones a bajo precio, de realizar un mantenimiento esporádico de muchas de ellas y de no renovar las atracciones para aprovechar las mejoras de seguridad posteriores a sus ideas realizadas por otras instalaciones. Estas prácticas se produjeron ignorando la seguridad de los visitantes. En el último año del parque, mantuvo abierta parte de la zona de esquí a pesar de no poder obtener un seguro de responsabilidad civil. También se denunció en Class Action Park que los restaurantes del parque a menudo realizaban recortes de gastos usuales en esa industria, como la cocción al vapor de panecillos de perritos calientes lo suficientemente endurecidos y secos como para que se humedecieran y ablandaran lo suficiente como para parecer frescos.

### Empleados
La gran mayoría de los trabajadores, al menos los que veían regularmente los visitantes, eran adolescentes,menores de edad, con poca formación, a menudo bajo la influencia del alcohol y, en general, con poca preocupación por hacer cumplir las normas del parque y los requisitos de seguridad. 
El parque vendía cerveza en muchos quioscos del recinto, con una aplicación igualmente relajada de la edad para beber como con otras restricciones en el parque. Los médicos que atendían a los heridos solían informar de que muchos de ellos estaban intoxicados.
Asimismo, las restricciones basadas en la altura y el peso eran a menudo ignoradas. Jim DeSaye, director de seguridad del parque, dijo que consiguió ese trabajo a los 21 años, después de haber trabajado en el parque durante dos años. Su experiencia allí era de las más altas.
Se celebraban sesiones de formación, pero a menudo el personal no se las tomaba en serio. Un antiguo empleado recordaba que las prácticas de rescate de ahogados eran a menudo pretextos para hacer novatadas. Los nuevos contratados a menudo tenían que hacer de víctimas ahogadas y, una vez terminada la práctica, o en lugar de hacerla, solían ser abandonados en el agua para que salieran ellos mismos.

### Visitantes
Al estar más cerca, y ser algo más barato que Six Flags Great Adventure, Action Park atrajo a muchos visitantes de zo del área metropolitana de Nueva York. Muchos de ellos solían proceder de barrios de bajos ingresos, donde tenían pocas o ninguna oportunidad de nadar, y mucho menos de aprender a hacerlo. El parque sobrevaloraba enormemente estas habilidades,y esto fue un factor que influyó en muchos accidentes, en especial ahogamientos, según los responsables del parque. DeSaye considera que la decisión de la dirección de ampliar la base de clientes mediante la publicidad en medios de comunicación en español contribuyó a la tasa de accidentes, ya que pocos empleados hablaban español y no había información escrita disponible en ese idioma.
La indiferencia del personal hacia muchas de las normas del parque dio lugar a una cultura igualmente anárquica entre los visitantes, a los que generalmente les gustaba el alto nivel de control que tenían sobre su experiencia; como dijo un entrevistado en Class Action Park, "en un mundo lleno de noes, Action Park se convirtió en el país de los síes". Los lesionados solían aceptar pases de cortesía para futuras visitas como compensación. Los empleados del parque solían considerar que los accidentes eran culpa de los usuarios. Un funcionario estatal se lamentaba de que muchos accidentes en toboganes de agua se debían a que los visitantes, en flagrante violación de una norma explícitamente publicada, solían deshacerse de sus alfombrillas a mitad de camino en el tobogán y esperaban en la curva a sus amigos para poder bajar juntos.
Dado que muchas atracciones organizaban sus colas de forma que los que esperaban pudieran ver a todos los pasajeros anteriores, muchas jugaban con el público con un comportamiento arriesgado y subido de tono cuando finalmente llegaba su turno. El columpio de Tarzán, en particular, era conocido por sus expresiones soeces (no siempre planificadas) y por su exhibicionismo cuando la gente saltaba del columpio a la vista de toda la fila que había detrás.
A veces se producían altercados físicos entre distintos grupos de visitantes, o entre éstos y el personal. Los choques entre balsas en la atracción del río Colorado a veces desembocaban en peleas, y una pelea a gran escala que estalló en Gladiator Challenge después de que un cliente creyera que uno de los gladiadores había sido demasiado brusco con él requirió la intervención de la policía. La policía también tuvo que intervenir en otra ocasión, cuando un grupo de culturistas visitantes arrojó a los socorristas a la piscina que estaban vigilando, lo que hizo que éstos trajeran a sus amigos como refuerzos. Andy Mulvihill también recuerda una ocasión en la que una pelea por un supuesto salto de línea se extendió fuera del parque, lo que llevó a que uno de los participantes intentara escapar con una empleada que fue llevada a casa por su madre; la empleada decidió no volver a trabajar después.

### Corrupción
A pesar de las numerosas citaciones por infracciones de seguridad entre 1979 y 1986, entre las que se incluía permitir que los menores manejaran algunas atracciones y no informar de los accidentes (cosa que no ocurría en ningún otro parque de atracciones de Nueva Jersey; más tarde se reveló que el parque sólo informaba de los accidentes en los que alguien tenía que ser trasladado en ambulancia), una investigación del New Jersey Herald, el principal periódico del condado de Sussex, descubrió más tarde que el parque sólo fue multado una vez. También fue el único parqueno multado por su primera infracción. Un reportero del semanario local de Vernon dijo en Class Action Park que, al ser el mayor empleador del condado de Sussex, recibía un trato especial por parte del gobierno municipal.
Algunas de las regulaciones del estado no abordaban adecuadamente la situación. Tras el ahogamiento de 1987, se informó de que el estado consideraba la piscina Tidal Wave como una piscina, no como una atracción. Según la normativa estatal de la época, eso significaba que la empresa sólo tenía que mantener el agua limpia y asegurarse de que hubiera socorristas certificados.

### Zonas

#### Motorworld
Esta sección contenía atracciones basadas en vehículos a motor y barcos en el lado oeste de la Ruta 94, frente a la parte principal del parque. Esta zona se cerró con Action Park en 1996 y nunca volvió a abrirse; en sus terrenos se edificó una urbanización, un restaurante y un aparcamiento secundario para la estación de esquí de Mountain Creek.

##### Battle Action Tanks
Fue una de las atracciones más populares de Motorworld y destacó en los anuncios de televisión. Por una tarifa adicional, los visitantes podían entrar a un área cercada con alambre y operar tanques pequeños durante cinco minutos. Los tanques estaban equipados con cañones de pelotas de tenis que les permitían disparar a un sensor.montado de manera prominente en cada tanque. Si era golpeado, el tanque dejaba de funcionar durante 15 segundos, mientras que otros a menudo aprovechaban ese tiempo para dispararle más. Desde fuera del recinto también se podía utilizar cañones más baratos montados en la valla perimetral. Cuando los trabajadores tenían que ingresar a la jaula para atender un tanque atascado o estrellado, lo que a menudo sucedía varias veces al día, se les solía arrojaban pelotas de tenis, a pesar de estar prohibido; un visitante vertió líquido para encendedores sobre las pelotas de tenis y lo encendió antes de disparar, lo que le valió una expulsión.  Esto le dio al viaje la reputación de ser más peligroso para los empleados que para los visitantes, convirtiéndolo en uno de los lugares menos populares para trabajar en el parque. No se sabe si hubo heridos graves aquí. Desde 2018, el área no se ha remodelado y se conserva la zona sin edificar.

#### Alpine Center

##### Skatepark
Existió brevemente cerca del edificio de la escuela de esquí de la zona de esquí, pero cerró después de una temporada debido a un diseño deficiente. Los tazones estaban separados por pavimento, que en muchos casos no llegaba a los bordes bien. El ex empleado del parque, Tom Fergus, fue citado en la revista Weird NJ diciendo que "el parque de patinaje fue responsable de tantas lesiones que lo cubrimos con tierra y fingimos que nunca existió".

##### Bailey Ball
Fue desarrollada y probada, pero nunca abierta al público, como resultado de esas pruebas. Consistía en una gran esfera de espuma en la que se situaba un visitante, que luego rodaba hacia abajo en una pista con tubos de PVC como carriles exteriores.
Los diseñadores no tuvieron en cuenta la tendencia de los tubos de PVC a dilatarse con el calor. Durante la primera prueba, con un inspector estatal presente en un caluroso día de verano, la bola, con un hombre dentro probándola, se salió de la pista como resultado de la expansión de la tubería y saltó por la pista de esquí adyacente. Siguió por el aparcamiento, atravesó la ruta 94 y fue a parar a un pantano. Tras detenerse de forma natural en el fondo, el inspector se marchó sin decir nada y la dirección del parque abandonó el proyecto.

#### Waterworld
Las atracciones acuáticas constituían la mitad de las atracciones del parque y representaban la mayor parte de su número de víctimas. El parque acuático Mountain Creek siguen operando algunas de estas atracciones. También había un campo de minigolf, así como piscinas y atracciones para niños. Estas eran a veces eran versiones más pequeñas y seguras de las atracciones principales del parque.

##### Cannonball Loop
Construido en 1983, no era inusual para su época. De hecho, el parque ya tenía varios toboganes cerrados de este tipo. Sin embargo, en éste decidieron construir un bucle vertical completo al final, similar al de una montaña rusa. El tobogán resultante era tan intimidante, que los empleados han informado de que les ofrecieron 100 dólares (el equivalente a 241 dólares en 2020) para probarlo. Fergus, que se describió a sí mismo como "uno de los idiotas" que aceptó la oferta, dijo: "100 dólares no compraron suficiente bebida para ahogar ese recuerdo".
Estuvo abierto sólo un mes en 1985 antes de ser cerrado por orden de la Junta Estatal Asesora de Seguridad en las Atracciones de Carnaval, una medida muy inusual en aquella época. Un trabajador declaró a un periódico local que "había demasiada sangre en  narices y lesiones en las espaldas". Algunos de los que primero saltaron volvieron con laceraciones en el cuerpo; cuando se cerró la atracción para determinar la causa, se encontraron dientes que se habían caído alojados en las paredes interiores. Un antiguo médico de la Marina descubrió que aquellos que lo usaron experimentaron hasta nueve g de fuerza al pasar por el bucle.
Se rumoreó, y se informó en Weird NJ, que algunos de los maniquíes de prueba enviados antes de su apertura habían sido desmembrados y decapitados. El hijo de Gene Mulvihill, Andy, lo confirmó a The New York Times en 2019. Fue la primera persona viva en probar la atracción después, lo que hizo llevando su equipo completo de protección de hockey sobre hielo. "El Cannonball Loop no era divertido", recordó más tarde. "Era más bien una atracción a la que te subes más para sobrevivir que para divertirte".